# Saverio Baldacchini
Francesco Saverio Baldacchini Gargano, più noto come Saverio Baldacchini (Barletta, 24 aprile 1800 – Napoli, 13 marzo 1879), è stato un poeta, letterato e politico italiano.

## Vita
Saverio Baldacchini nacque a Barletta da Giuseppe Baldacchini e Giovanna Vecchioni; la famiglia, aristocratica, era originaria di Amantea, in Calabria. Morto il padre, quando Saverio e suo fratello Michele erano giovanissimi, la famiglia si trasferì a Napoli. Ancora studente frequentò lo storico Carlo Troya, pubblicò saggi di argomento politico e, dopo il fallimento dei moti del 1820-1821 andò in esilio: viaggiò pertanto lungamente in Italia e all'estero (Parigi, Londra, ecc.), strinse amicizia con intellettuali e politici, per es. con Carlo e Alessandro Poerio, e partecipò al dibattito fra classici e romantici. Ritornato in Italia nel 1837, fu al fianco di Basilio Puoti nell'opera di studio della letteratura italiana all'insegna del purismo. In onore del maestro egli scrisse un saggio in cui fra l'altro cercò di rettificare il giudizio di pedanteria diffuso sul Puoti, nato forse da un fraintendimento dell'Ultimo dei puristi di Francesco De Sanctis.
Nel 1840 sposò una vedova, madre di Ruggiero Bonghi, sul quale ebbe grande influenza. Incrementò l'attività pubblicistica politica su posizioni di liberalismo moderato fondando numerosi giornali. Nel 1848 fu deputato al Parlamento napoletano per il collegio di Bari, alla guida del movimento che voleva l'attuazione immediata della costituzione e presidenza della Commissione per la Pubblica Istruzione. Dopo il colpo di mano di Ferdinando II delle Due Sicilie con cui il governo costituzionale di Carlo Troya venne sostituito da uno guidato da Gennaro Spinelli di Cariati (15 maggio 1848), Saverio Baldacchini si dedicò esclusivamente agli studi letterari.
Ritornò alla politica attiva con l'unità d'Italia. E, pur continuando a interessarsi attivamente dell'organizzazione culturale (riforma del settore scolastico nell'ex regno delle Due Sicilie, potenziamento dell'università di Napoli e dell'Accademia Pontaniana, ecc.), fu eletto deputato nel collegio di Barletta. Non riuscì invece ad essere rieletto nella successive elezioni (nella ripetizione delle annullate elezioni del 1865, fu sconfitto da Pasquale Petrone), mentre nel 1868 la sua nomina a senatore non fu convalidata. Colpito pochi giorni dopo da un ictus, passò il resto della sua vita in uno stato di paralisi.

## Opera
Purista e classicista, nella letteratura d'arte Baldacchini fu sensibile agli influssi romantici, e dopo l'uscita del poemetto Ugo da Cortona (1839) si trovò al centro delle polemiche classico-romantiche, in quanto per alcuni era romantico, per altri un classicista esemplare. Come sintetizzò Guido Mazzoni, Saverio Baldacchini «romanticheggiò classicamente». Scrisse anche romanzo in versi Claudio Vannini o L'Artista (1835), in cui narra la storia di un artista del XVI secolo che, grazie all'amore dei classici della letteratura italiana, riscatta l'inclinazione al brutto acquistata con lo studio delle letterature straniere. Quest'opera, che fu oggetto di una nota e variamente discussa recensione dall'amico Emidio Cappelli, costituì, peraltro, un attacco allo stile di Giacomo Leopardi, che lo stesso Baldacchini aveva conosciuto e frequentato a Napoli.
Molto più importante è stato il ruolo svolto da Saverio Baldacchini saggista: si interessò di filologia e critica letteraria, col Puoti, e di storiografia con Carlo Troya. Ha ampliato lo studio della storia italiana, in un'epoca in cui la storia italiana veniva fatta coincidere di fatto con quella delle sole repubbliche marinare, all'influenza positiva del papato.

### Poesia
- Ugo da Cortona : canti di Saverio Baldacchini. Napoli: Off. Tipografica, 1839
- L'Ideale : versi alla primavera del 1857. Napoli: Stamperia del Fibreno, 1857
- Riposi ed ombre : versi. Napoli: Stamperia del Fibreno, 1858
- Polinnia : versi raccolti nell'inverno del 1859. Napoli: stamperia del Fibreno, 1859 (on-line)
- Espero, Inedite di Saverio Baldacchini : 1850-1860. Napoli: F. Giannini, 1867
- Claudio Vannini o l'artista : canto. Napoli: De Stefano e soci, 1836 (on-line)
- Nuovi canti e traduzioni. Napoli: Stab. tip. Ghio, 1869
- Rime scelte

### Prosa
- Prose. 3 voll. Napoli: Stamperia del vaglio, 1873
- Purismo e romanticismo, a cura di Edmondo Cione. Bari: G. Laterza, 1936

## Incarichi parlamentari
- Presidente della Commissione per la biblioteca della Camera (1863-65)